# Quincas Laranjeiras

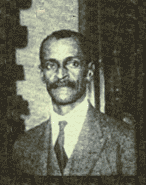
Quincas Laranjeiras

Quincas Laranjeiras (* 8. Dezember 1873 in Olinda, Bundesstaat Pernambuco; † 3. Februar 1935 in Rio de Janeiro; eigentlich Joaquim Francisco dos Santos) war ein brasilianischer Gitarrist und Komponist.

## Biografie
Quincas Laranjeiras wurde als Sohn eines Schreiners in Pernambuco geboren, die Familie zog jedoch nach kurzer Zeit nach Rio de Janeiro, wo er sein ganzes Leben wohnen blieb. Er lernte zunächst Flöte, um sich im Alter von elf Jahren, inspiriert durch seinen Bruder, der Gitarre zu widmen. Zu dieser Zeit begann er, Unterricht bei João Elias zu nehmen. Er entwickelte sich bald zu einem exzellenten Begleiter von Modinhas.
Mit sechzehn Jahren wurde er Beamter. Er besuchte regelmäßig Konzerte und Tanzveranstaltungen, bei denen er mit anderen Musikern wie Heitor Villa-Lobos, Catulo da Paixão Cearense, Anacleto de Medeiros, Irineu de Almeida, Juca Kallut, José Cavaquinho und João Pernambuco zusammentraf.
Er vertiefte seine Studien auf der Gitarre und wandelte sich vom Begleiter zu einem großartigen Solisten. Er spielte Choros, Polkas, Walzer wie auch klassische Kompositionen. Daneben wurde er zu einem gefragten Gitarrenlehrer. Er unterrichtete aufbauend auf der Methodik von Dionisio Aguado und Francisco Tárrega. Außerdem erweiterte er das Repertoire für die Gitarre, indem er viele Transkriptionen und Arrangements schrieb.

## Werkauswahl
- Andantino
- Dores d'alma
- Prelúdio em ré menor
- Sabará
- Sonhos que passam